# Shamsul Maidin
Shamsul Maidin (født 16. april 1966 i Singapore) er en fodbolddommer fra Singapore som dømte til VM 2006.

## Karriere

### VM 2006
- Trinidad og Tobago –  Sverige
- Mexico –  Angola
- Costa Rica –  Polen

| Biografi | Spire Denne biografi om en fodbolddommer er en spire som bør udbygges. Du er velkommen til at hjælpe Wikipedia ved at udvide den. |